# Azas (fiume)
L'Azas (in russo  Азас?, nell'alto corso: Кара-Онуш-Танма, Kara-Onuš-Tanma) è un fiume nella parte asiatica della Russia, immissario del lago Todža (chiamato anche lago Azas). Scorre nella Siberia meridionale, nel Todžinskij kožuun della Repubblica di Tuva. 
Il fiume ha origine a un'altitudine di circa 2 160 m, a est del monte Al'binė-Boldok, vicino al bordo sud-occidentale dell'altopiano Saj-Tajga. La lunghezza del fiume è di 165 km, l'area del bacino è di 2 400 km². Scorre prevalentemente in direzione occidentale sull'altopiano Azas, fino a immettersi nel lago Todža.